# Mantovani (entreprise)
Pour les articles homonymes, voir Mantovani (homonymie).
L'entreprise de BTP Ing. E. Mantovani S.p.A. (abréviation d'Enzo Mantovani) était une entreprise de construction italienne basée à Padoue, en Vénétie.
L'entreprise a été fondée en 1948 par l'ingénieur Enzo Mantovani et a été rachetée par Serenissima Holding, une société holding de la famille Chiarotto. Serenissima Holding possédait également le groupe FIP, dont la filiale FIP Industriale a fourni les technologies pour construire Taipei 101
L'entreprise Ing. E. Mantovani SpA détenait une participation dans la société Serenissima Holding SpA, concessionnaire du tronçon Padoue-Venise de l'autoroute A4 "Serenissima". Une fois le contrat de gestion expiré, l'entreprise a été transformée en une société holding, la Società delle Autostrade Serenissima. E. Mantovani SpA détenant toujours 26,75% en était l'actionnaire de référence. Il détenait 8,53% supplémentaires via la société Serenissima Holding. L'entreprise a participé, an groupement avec d'autres entreprises italiennes, à la construction du Passante di Mestre, de l'hôpital de l'Angelo à Mestre, du réseau de tramway de Mestre et du terminal Ro-Ro Fusina du port de Venise.
L'entreprise E. Mantovani SpA détenait une participation directe de 0,1617% dans la société A4 Holding, concessionnaire du tronçon Brescia-Padoue de l'autoroute A4 "Serenissima". Il était aussi l'un des entrepreneurs du projet MOSE de Venise, et représentait 3,3212% du consortium Consorzio Venezia Nuova.
L'entreprise E. Mantovani SpA a également construit plusieurs pavillons de l'Exposition universelle de Milan (2015).

## Mise en cause dans le scandale MOSE
À la suite de l'enquête menée par la Guardia di Finanza pour corruption dans la réalisation du projet MOSE, trente cinq personnes ont été arrêtées dont le Président de l'entreprise Mantovani, Piergiorgio Baita, le 28 février 2013 et 4 juin 2014. Pergiorgio Baita a été condamné à deux ans d'emprisonnement et 10,8 millions € de biens confisqués.

## Nouveau départ: Venice Ro-port SpA
La société Ing. E. Mantovani SpA, l'ancien géant de la construction de Padoue, filiale de Serenissima Holding de la famille Chiarotto, après avoir clôturé l'affaire MOSE, sort de la longue crise qui l'avait affaibli et relance ses activités. La transition définitive a eu lieu le 4 mai 2021, grâce à l'ordonnance de la première section civile du Tribunal de Padoue, avec l'approbation du concordat en cours avec les créanciers, qui permet à l'entreprise de revenir "in bonis", après le scandale de l'affaire MOSE.
Après l'échec de la tentative de sauvetage de la société par la location et la vente d'une division du groupe, la société Ing. E. Mantovani SpA redémarre à partir d'un noyau d'activités d'environ 70 millions d'euros, répartis entre la gestion des filiales et celle des nouveaux chantiers, en exécutant les contrats de concession, à travers la société Venice Ro-port SpA, qui gère les terminaux de Fusina, Sifa et Tressetre et la poursuite de l'activité de financement de projets pour la super-route (autoroute) Meolo-Jesolo, le contournement de Padoue et l'autoroute Raguse-Catane.
Les activités de maintenance à l'hôpital de Mestre et du centre de protonthérapie de Trente se poursuivront également et les marchés de travaux signés en Jordanie et en Tanzanie seront terminés.
Après avoir récupéré la succursale précédemment vendue à la société mère et avoir refait le plan de reprise avec les créanciers de l'entreprise Costruzioni Mantovani SpA, il y a deux ans, le nouveau plan a obtenu le feu vert du Tribunal de Padoue. La direction actuelle a été confirmée à la tête de l'entreprise : Gianpaolo Chiarotto (Président) et Maurizio Boschiero (Directeur général).

## Principales réalisations
- La reconstruction du Théâtre La Fenice de Venise,
- Plateforme pour l'Exposition universelle de Milan (2015) (100 ha) et construction de 3 pavillons,
- 3e voie sur l'autoroute A4 "Serenissima" lot No 1 tronçon de 18 km entre Quarto d’Altino et San Donà di Piave comprenant un viaduc sur le Piave de 740 mètres, de 4 ponts et de la démolition et reconstruction de 9 passages supérieurs,
- Le Passante di Mestre, 32,3 km,
- Le système Mo.S.E pour protéger la Lagune de Venise des hautes marées,
- Restauration de "Tese della Novissima" de l'Arsenal de Venise,
- Tangenziale Sud di Vicenza (it), 10,7 km,
- Le terminal gazier de Porto Levante (it),
- L'hôpital de l'Angelo à Mestre (it), 680 lits,
- L'hôpital de Santorso, 460 lits,
- Le réseau de tramway de Mestre,
- Le terminal Ro-Ro Fusina du port de Venise,
- Autoroute Pedemontana Veneta, 94,7 km.